# 舒維塔·巴克罕·南達
舒維塔·巴克罕·南達（英語：Shweta Bachchan Nanda，1974年3月17日—）是一名印度作家、记者、模特儿和創業家。她的父母是宝莱坞超级巨星阿米塔布·巴沙坎和女演员贾雅·巴克罕；弟弟阿彼锡·巴克罕也是一位演员。